# ГПК (хокейний клуб)
ГПК (фін. Hämeenlinnan Pallokerho (HPK)) — хокейний клуб з міста Гямеенлінна, Фінляндія. Заснований у 1929 році. Виступає у фінський Лійзі.

## Історія
Хокейна команда заснована в грудні 1929 року на базі місцевого спортивного клубу, який від початку розвивав хокей з м'ячем, фінський бейсбол та футбол.
Пріоритетом клубу спочатку був бенді але із збільшенням популярності хокею (50-60-ті роки минулого століття) та здобутками передусім на внутрішній арені команда з канадського хокею саме цей вид хокею стає більш привабливою для інвесторів та місцевих хлопчаків. 
З 1980-их років ГПК починає шлях до вищого дивізіону фінського чемпіонату.
У сезоні 1988/89 команда з Гямеенлінна дебютує в СМ-лізі, де одразу стає міцним середняком.
Наприкінці 1990-их ГПК все частіше опиняється на верху турнірної таблиці, тричі ставши бронзовим призером. Ще додавши до свого активу чотири комплекти бронзових медалей 2006 хокеїсти з Гямеенлінна вперше стали чемпіонами Фінляндії. Після бронзового 2007 клуб двічі опинився за межами чільної трійки.
2010 команда втретє стала срібною після чого на вісім років знову опинилася в середині турнірної таблиці. 
У сезоні 2018/19 ГПК вдруге здобув золоті нагороди чемпіонату.

## Домашня арена
Домашнею ареною клубу є «Рітаріхаллі», яка збудована 1979 року за проектом архітектора Хейккі Аітоли. 
Після реконструкції 2008 стадіон вміщує 5,360 глядачів.

## Досягнення
Лійга
- Чемпіон (2): 2006, 2019
- Срібний призер (3): 1952, 1993, 2010
- Бронзовий призер (9):  1954, 1991, 1997, 1999, 2000, 2002, 2003, 2005, 2007

## Гравці

### Закріпленні номери
- 02 Ееро Салісма
- 09 Юркі Лоухі
- 13 Марко Пало
- 17 Юга Хіетанен
- 18 Ганну Саволайнен
- 36 Марко Туулола

### Гравці НХЛ
- Ерік Фер
- Ріку Галь
- Юкка Хентунен
- Джош Голден
- Ніко Капанен
- Ростислав Клесла
- Янне Лаукканен
- Вілле Лейно
- Антті Мієттінен
- Пасі Нурмінен
- Тімо Пярссінен
- Антті Пільстрем
- Браєн Рафалскі
- Каррі Рямьо
- Джефф Сендерсон
- Роман Шимічек
- Вілле Сірен
- Юусе Сарос
- Петр Тенкрат
- Ганну Тойвонен
- Яркко Варвіо
- Томаш Власак